# Национальный музей истории Молдовы
Национальный музей истории Молдовы (рум. Muzeul Național de Istorie a Moldovei) был основан в 1983 году в здании бывшей 1-й Кишинёвской мужской гимназии. Перед зданием установлен памятник Латинской волчице с Ромулом и Ремом.
Музей разделён на несколько частей: Археология и Античная История, Средневековая История, История Бессарабии, Современная История, Клады.
Национальный музей истории Молдовы располагает коллекцией, состоящей примерно из 300 тыс. предметов, представляющих историческую ценность: археологические находки, документы, фотографии, нумизматика, предметы повседневного обихода, декоративное и художественное искусство.